# Șantierul Naval Giurgiu
Șantierul Naval Giurgiu este un șantier naval din România înființat în anul 1897 ca atelier naval. S-a dezvoltat în aval de port, într-un bazin săpat în cuprinsul insulei Cioroiu încă înainte de primul război mondial, precum și în bazinul Plantelor. A avut ca precursor Șantierul naval al serviciului de întreținere și semnalare a șenalului navigabil al Dunării. 
Este specializat în construcția de nave de pasageri, remorchere, barje, diverse nave auxiliare fluviale și maritime, macarale plutitoare etc. 
A fost preluat în anul 2001 de către societatea Shipyard ATG.
Număr de angajați:
1998: 1.400
2015: 376
2016: 387
2017: 323
Cifra de afaceri:
2005: 9,5 milioane euro
2015: 10,63 milioane euro
2016: 8,62 milioane euro
2017: 4,06 milioane euro
Venit net:
2015:  3,17 milioane euro
2016: - 809 mii euro
2017: 84 mii euro